# Félicité Thösz
Félicité Thösz ist das elfte Studioalbum der französischen Progressive-Rock- und Zeuhl-Gruppe Magma. Es wurde am 3. Juli 2012 auf dem Musiklabel Seventh Records veröffentlicht.

## Musikstil
Die Titel von Félicité Thösz sind in Magmas Kunstsprache Kobaïanisch gesungen, daneben gibt es Passagen in französischer Sprache, wie: Seule une fleur est venue au fond des bois en mon cœur (âme), was in Magmas Diskographie eher ungewöhnlich ist.

## Entstehungsgeschichte
Félicité Thösz war nach dem Album Merci die erste Studioveröffentlichung mit neu komponiertem Material seit 27 Jahren. Die Titel wurden vom Schlagzeuger und Komponisten Christian Vander in den Jahren 2001 und 2002 geschrieben, aber erst ab 2009 von der Band live gespielt. Der Titel Les hommes sont venus wurde 1992 für das Kompilationsalbum Les Voix de Magma geschrieben und aufgeführt, sowie 1995 zum 25-jährigen Jubiläum der Band unter dem damaligen Namen Tous Ensemble erneut aufgeführt.

## Titelliste
1. Félicité Thösz – 28:12
  1. Ëkmah – 2:39
  2. Ëlss – 1:15
  3. Dzoï – 2:24
  4. Nüms – 1:52
  5. Tëha – 5:15
  6. Ẁaahrz – 4:04
  7. Dühl – 1:19
  8. Tsaï – 3:42
  9. Öhst – 4:53
  10. Zahrr – 0:49
2. Les hommes sont venus – 4:18

## Rezeption
Das Album Félicité Thösz wurde von Kritikern überwiegend positiv aufgenommen. Allgemein gelobt wird die für Magma ungewohnte Leichtigkeit und Heiterkeit des Titeltracks, der trotzdem alle unverkennbaren, Magma-typischen Stilelemente aufweist. Jochen Rindfrey vom Progressive-Rock-Portal Babyblaue Seiten meint: „Nie klangen Magma heller und fröhlicher als auf diesem Album. Der Begriff „Zeuhl“ soll ja so viel wie „himmlische Musik“ bedeuten – dieser Definition war kein Magma-Album noch näher.“ Kritiker empfehlen Félicité Thösz als leicht zugängliches Album für Neueinsteiger in die Musikwelt Magmas. Auch internationale Kritiken weisen in die gleiche Richtung, auf Prog Archives erringt das Album 4,09 von fünf Punkten bei 414 abgegebenen Bewertungen, wobei ein Drittel der User die volle Punktzahl vergeben.